# Eduard Geyer
Eduard Geyer (ur. 7 października 1944 w Bielsku) – niemiecki piłkarz występujący na pozycji obrońcy. Trener piłkarski.

## Kariera piłkarska
Geyer treningi rozpoczął w 1954 roku w zespole BSG Aufbau Dresden-Mitte. W 1957 roku przeszedł do juniorów klubu SC Einheit Drezno, a w 1962 roku został włączony do jego pierwszej drużyny. Występował w niej przez trzy lata. Następnie, również przez trzy lata grał w Lokomotive Drezno. W 1968 roku został graczem Dynama Drezno. W 1971 roku zdobył z nim mistrzostwo NRD oraz Puchar NRD. W 1973 roku wraz z zespołem ponownie wywalczył mistrzostwo NRD. W 1975 roku zakończył karierę.

## Kariera trenerska
Geyer karierę rozpoczął jako trener juniorów Dynama Drezno. W 1986 roku został szkoleniowcem jego pierwszej drużyny. Prowadzony przez niego zespół Dynama zdobył dwa mistrzostwa NRD (1989, 1990), Puchar NRD (1990), a także osiągnął półfinał Pucharu UEFA (1989).
W 1989 roku Geyer został selekcjonerem reprezentacji NRD. Funkcję tę pełnił do czasu rozwiązania NRD. Następnie prowadził węgierski BFC Siófok oraz FC Sachsen Lipsk.
1994 roku został trenerem Energie Cottbus. W 1997 roku awansował z tym zespołem z Regionalligi do 2. Bundesligi, a w 2000 roku do Bundesligi. Jako trener w lidze tej zadebiutował 12 sierpnia 2000 roku w przegranym 1:3 meczu z Werderem Brema. W 2003 roku spadł z Energie do 2. Bundesligi. Jej szkoleniowcem był do listopada 2004 roku.
Potem Geyer prowadził drużynę Al-Nasr Dubaj oraz ponownie FC Sachsen Lipsk, a także Dynamo Drezno.